# كارل ميلر (لاعب كرة سلة)
كارل ميلر (بالإنجليزية: Carl Miller)‏ (25 أكتوبر 1966 في المملكة المتحدة - ) هو لاعب كرة سلة بريطاني في مركز هجوم قوي الجسم.